# Justin Dwinell
Justin Dwinell (* 28. Oktober 1785 in Shaftsbury, Vermont; † 17. September 1850 in Cazenovia, New York) war ein US-amerikanischer Jurist und Politiker. Zwischen 1823 und 1825 vertrat er den Bundesstaat New York im US-Repräsentantenhaus.

## Werdegang
Justin Dwinell wurde ungefähr zwei Jahre nach dem Ende des Amerikanischen Unabhängigkeitskrieges im Bennington County geboren. Er besuchte lokale Privatschulen und das Williams College in Williamstown. 1808 graduierte er am Yale College. Er studierte Jura. Nach dem Erhalt seiner Zulassung als Anwalt 1811 begann er in Cazenovia zu praktizieren. Er saß 1821 und 1822 in der New York State Assembly.
Als Folge einer Zersplitterung der Demokratisch-Republikanischen Partei vor und während der Präsidentschaft von John Quincy Adams (1825–1829) schloss er sich der Crawford-Fraktion an. Bei den Kongresswahlen des Jahres 1822 für den 18. Kongress wurde Dwinell im 22. Wahlbezirk von New York in das US-Repräsentantenhaus in Washington, D.C. gewählt, wo er am 4. März 1823 als erster Vertreter des Distrikts im US-Repräsentantenhaus seinen Dienst antrat. Da er auf eine erneute Kandidatur 1824 verzichtete, schied er nach dem 3. März 1825 aus dem Kongress aus.
Nach seiner Kongresszeit ging er wieder seiner Tätigkeit als Anwalt nach. Er war zwischen 1828 und 1833 Richter am Court of Common Pleas im Madison County. Zwischen 1837 und 1845 war er Bezirksstaatsanwalt im Madison County. Er verstarb am 17. September 1850 in Cazenovia und wurde dann auf dem Evergreen Cemetery beigesetzt.